# Železniční trať Jaroměř–Trutnov
Železniční trať Jaroměř–Trutnov (v jízdním řádu označena číslem 032) se nachází na území Královéhradeckého kraje a vede z Jaroměře do Trutnova. Provozovatelem pravidelné osobní dopravy na této trati jsou nyní České dráhy (2021). Mezi stanicemi Trutnov hl. n. a Trutnov-Poříčí jezdí mezistátní osobní vlaky na trase Trutnov hl. n. – Trutnov-Poříčí – Královec – Lubawka – Sędzisław společnosti GW Train Regio ve spolupráci s Dolnoslezskými drahami. Trať není elektrizovaná (2021).

## Historie

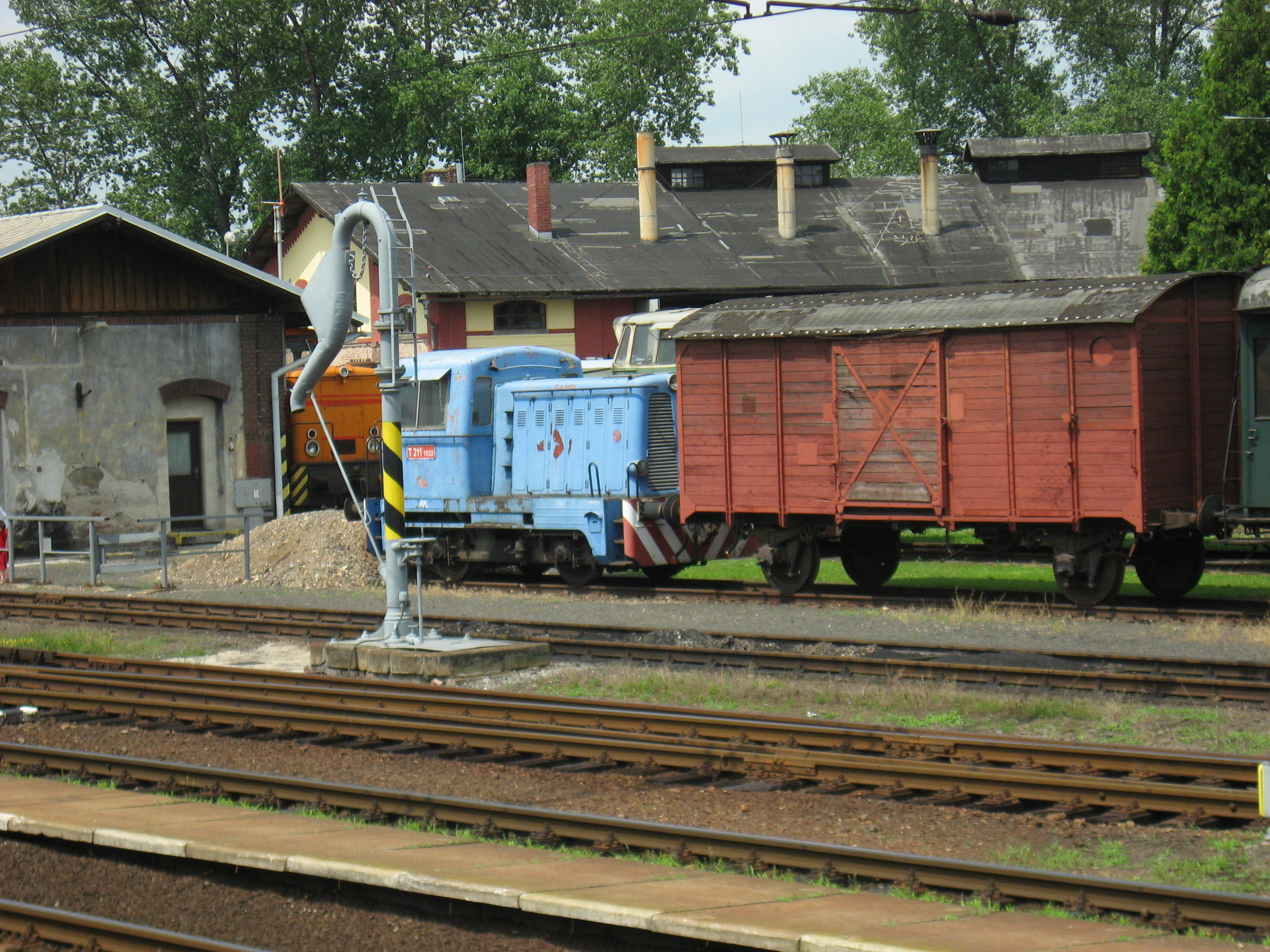
Areál bývalého depa v Jaroměři slouží od roku 1995 jako železniční muzeum.

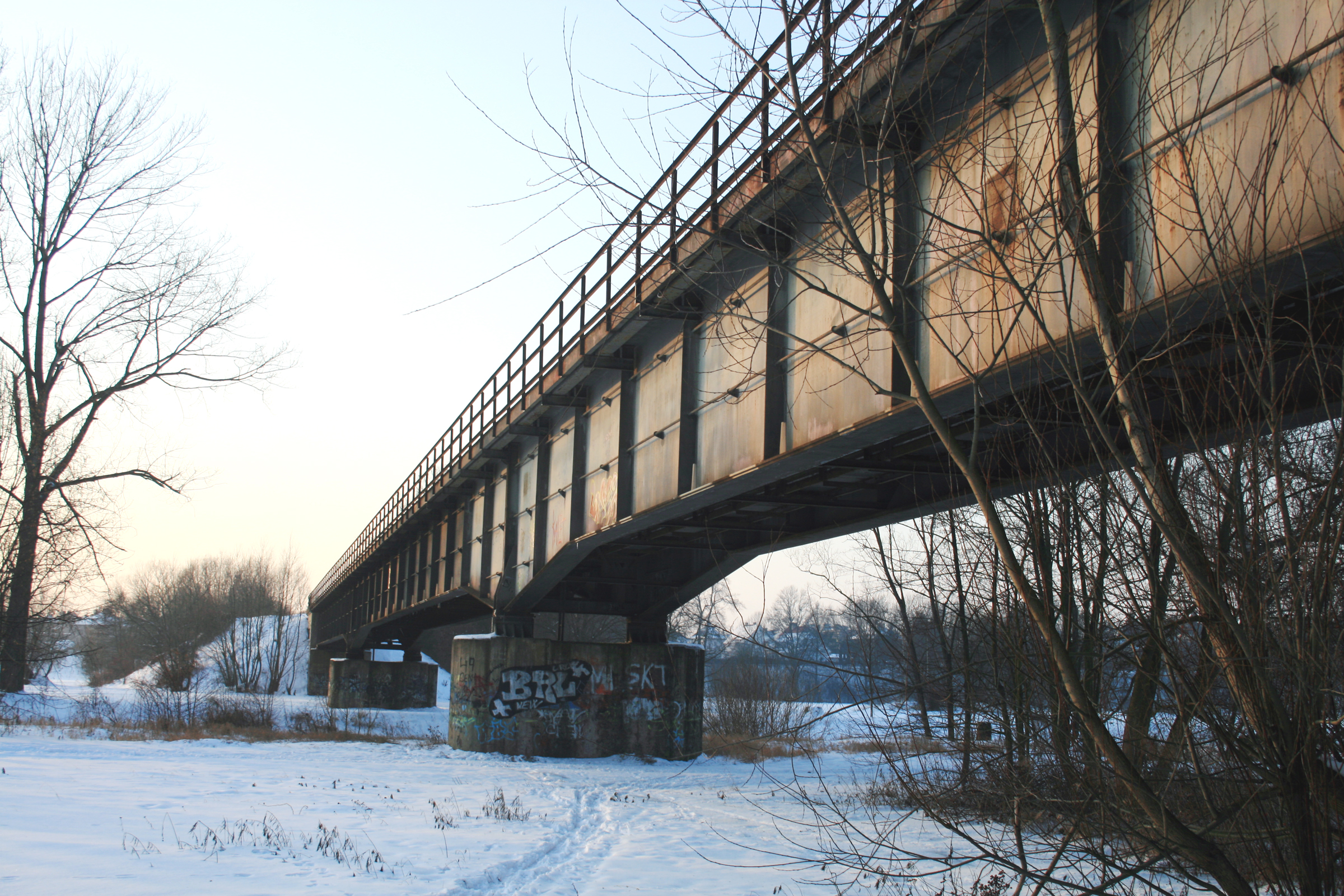
Současný most v místě dřívější problematické dřevěné konstrukce.

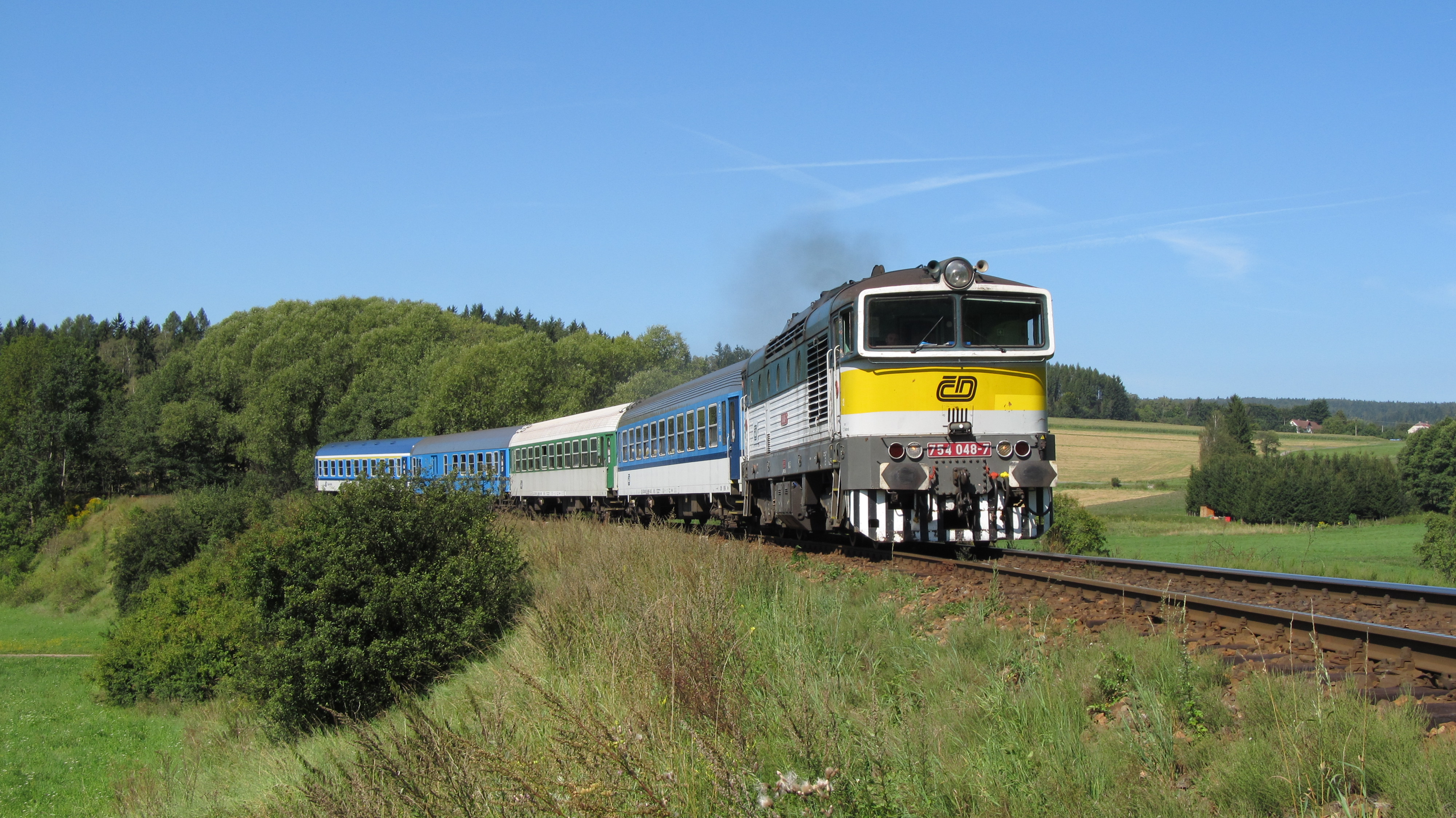
Rychlík 850 Sněžka mezi Velkými a Malými Svatoňovicemi.

Listem povolení Františka Josefa Prvního ze dne 15. června 1856 byla vydána koncese pro podnikatele Liebiga, Kleina a bratry Lannovy na výstavbu a provoz železnice z Pardubic do Liberce a rovněž odbočnou trať z Josefova do Malých Svatoňovic. Trať stavěla společnost Jihoseveroněmecká spojovací dráha a zprovoznila ji v roce 1859.
Další stavba byla zákonem umožněna jako vedlejší stavba Josefovsko-Svatoňovické železniční trati až na zemské hranice u Karlova Háje listem povolení ze dne 15. června 1856 daným Jihoseveroněmecké spojovací dráze. Společnost se zavázala, že povolenou železnici ze Svatoňovic do Králova Háje začne během šesti měsíců počítaných ode dne povolení stavět a že celou trať během dalších tří let postaví a zahájí na ní veřejnou pravidelnou dopravu. Trať stavěla společnost Jihoseveroněmecká spojovací dráha a zprovoznila ji v roce 1868.
Dne 1. května 1859 byl slavnostně otevřen poslední úsek Jihoseveroněmecké spojovací dráhy (Süd-Norddeutsche Verbindungsbahn; SNDVB) Turnov–Liberec a zároveň byla slavnostně otevřena odbočka Jiho-severoněmecké spojovací dráhy Josefov–Svatoňovice. Dne 1. srpna 1868 byla zprovozněna železniční trať Svatoňovice–Poříčí–Královec. V roce 1870 byl zprovozněn poslední úsek Poříčí–Trutnov.
Stavba prvního úseku z Jaroměře do Malých Svatoňovic byla podmíněna těžbou uhlí v regionu Jestřebích hor (Svatoňovický uhelný revír). Trať měla původně vést údolím Úpy přes Ratibořice do Trutnova, ale vlastník dolů ve zmíněném uhelném revíru kníže Jiří Vilém Schaumburg-Lippe se zavázal k roční přepravě 1 600 000 centéřů uhlí a dosáhl tím změny trasy, která nebyla stavebně jednoduchá. Nakonec byl v té době realizován právě jen úsek do Svatoňovic. Stavbu provedly firmy Vojtěcha Lanny a bratří Kleinů, pracovalo na ní 3000 dělníků a stála 1 792 000 zlatých.
V roce 1865 získala SNDVB koncesi pro pokračování tratě z Malých Svatoňovic dále k pruským hranicím do Královce. Stavbu trati však pozdržela krátká a krvavá prusko-rakouská válka v roce 1866. Přeshraniční styk umožnila poválečná smlouva mezi Rakouskem a Pruskem a doprava zde začala být provozována v roce 1869. O rok později byla zprovozněna spojka mezi dnešními stanicemi Trutnov-Poříčí a Trutnov hlavní nádraží.
Během 2. světové války procházela za zastávkou Suchovršice přes trať státní hranice mezi Protektorátem a Německou říší, část trati se tedy nacházela na cizím území. V poválečném období se pak depo v Jaroměři stalo jedním z posledních útočišť parních lokomotiv v Čechách, kdy poslední jízdy parních strojů řady 556.0 proběhly až v roce 1981.
K propadu dříve silné nákladní dopravy došlo mimo jiné v souvislosti s koncem těžby uhlí ve Svatoňovickém, Radvanickém i Žacléřském revíru i ukončením provozu na hraničním přechodu Královec – Lubawka.
V současnosti (2024) jsou na trati na osobních a spěšných vlacích nasazovány motorové vozy řad 843, 854, a 814, na rychlících (linka R10) pak soupravy vozů ABpee347, Bmz234, Bdpee231 a Bpee237, ve špičce s posilami v podobě jednoho až dvou vozů Bmz234 v čele soupravy je vždy motorová lokomotiva řady 754 tzv. "brejlovec". Vozy starší konstrukce BDs449 a AB349 se objevují jen výjimečně během výluk.[zdroj?]

## Budoucnost
V souvislosti s budoucností tratě Jaroměř–Trutnov se objevují plány na vytvoření lepšího spojení Hradce Králové a Náchoda pomocí nově vystavěné Vysokovské spojky, jež by odbočovala ze stanice Česká Skalice jako náhrady za nevýhodně směrovanou trať Starkoč–Václavice.

### Revitalizace trati Hradec Králové – Jaroměř – Trutnov
Na jaře roku 2015 začala revitalizace trati Hradec Králové – Jaroměř – Trutnov. Především se jednalo o rekonstrukce částí tratě (mosty, přejezdové zabezpečovací zařízení, traťové zabezpečovací zařízení, kolejové křížení, kolejové oblouky apod.), kde musely vlakové soupravy při průjezdu výrazně snížit rychlost. S elektrifikací úseku Jaroměř–Trutnov tento projekt nepočítal.

### Rychlé spojení 5 Jaroměř – Náchod
V letech 2029-2032 má proběhnout modernizace úseku Jaroměř – Česká Skalice a stavba Vysokovské spojky do Náchoda. Trať bude dvojkolejná, na dvou místech přeložená do nové stopy, u výjezdu z Jaroměře kvůli mimoúrovňovému zaústění nové trati z Trutnova. V rámci stavby bude také implementován zabezpečovač ETCS. I přes označení „rychlé spojení“ maximální rychlost nepřesáhne 160 km/h.[zdroj?]

## Zajímavosti
Na úseku trati mezi Jaroměří a Rychnovkem se nacházel dřevěný železniční most přes Labe, který byl ve své době nejdelším v Rakouské monarchii. Vyžadoval pro svou údržbu neustálou přítomnost tesařů. Nakonec byl roku 1890 nahrazen železnou konstrukcí.

## Co vypovídají staré jízdní řády
V roce 1900 byly podle tehdejšího jízdního řádu v provozu tyto stanice:
Josefov-Jaroměř, Rychnovek, Jesenice, Česká Skalice, Starkoč, Kostelec Červený, Svatoňovice-Úpice, Poříčí, Trutnov
| rok                                                         | provozovaná trať                                 | počet vlaků |
| ----------------------------------------------------------- | ------------------------------------------------ | --- |
| 1900                                                        | 62 Německý Brod – Pardubice – Libava             | 4 Os Jaroměř – Poříčí |
| 1921                                                        | 157 Německý Brod – Libava                        | 6 Os Jaroměř – Poříčí |
| 1928/1929                                                   | 148 Josefov-Jaroměř – Trutnov                    | 7 Os |
| 1937/1938                                                   | 128 Josefov-Jaroměř – Trutnov                    | 11 Os Jaroměř – Starkoč, 8 Os Starkoč – Trutnov |
| 1944/1945                                                   | 503b Josefov-Jaroměř – Poříčí                    | 1 R + 7 Os Jaroměř – Starkoč, 7 Os Starkoč – Svatoňovice-Úpice, 5 Os Svatoňovice-Úpice – Poříčí |
| 1945/1946                                                   | 3b Josefov-Jaroměř – Starkoč – Trutnov           | 1 R + 7 Os |
| 1959/1960                                                   | 3b Jaroměř – Starkoč – Trutnov                   | 3 R + 13 Os |
| 1988/1989                                                   | 031 Jaroměř – Starkoč – Trutnov                  | 13 Os |
| 2002/2003                                                   | 032 Jaroměř – Trutnov                            | 4 R + 13 Os Jaroměř – Starkoč, 2 R + 14 Os Starkoč – Trutnov |
| 2012/2013                                                   | 032 Jaroměř – Trutnov                            | 6 R + 12 Os |
| 2016/2017                                                   | 032 Jaroměř – Trutnov hl. n.                     | 13 R + 13 Sp + 4 Os |
| 2023/2024                                                   | 032 (Hradec Králové-) Jaroměř - Svoboda nad Úpou | 15 R Hradec Králové - Trutnov 15 Sp Hradec Králové - Svoboda n/Úpou 3 Sp Hradec Králové - Trutnov 2 Sp Hradec Králové - Starkoč 2 Os Hradec Králové - Trutnov 2 Os Jaroměř - Svoboda n/Úpou 1 Os Červený Kostelec - Svoboda n/Úpou 17 Os Trutnov - Svoboda n/Úpou |
| Vysvětlivky R – rychlík, Sp – spěšný vlak, Os – osobní vlak |                                                  | |

## Stanice a zastávky

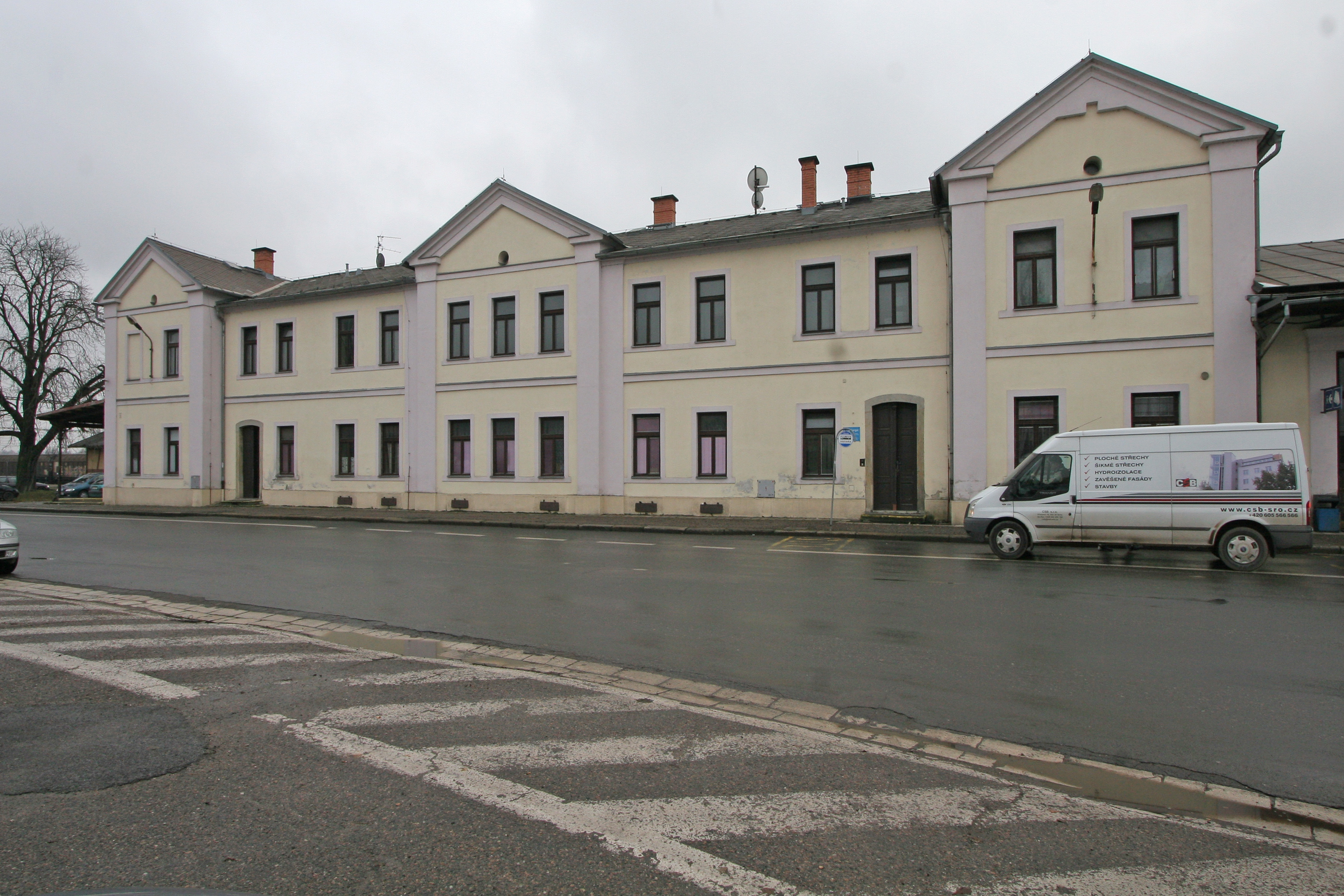
Jaroměř
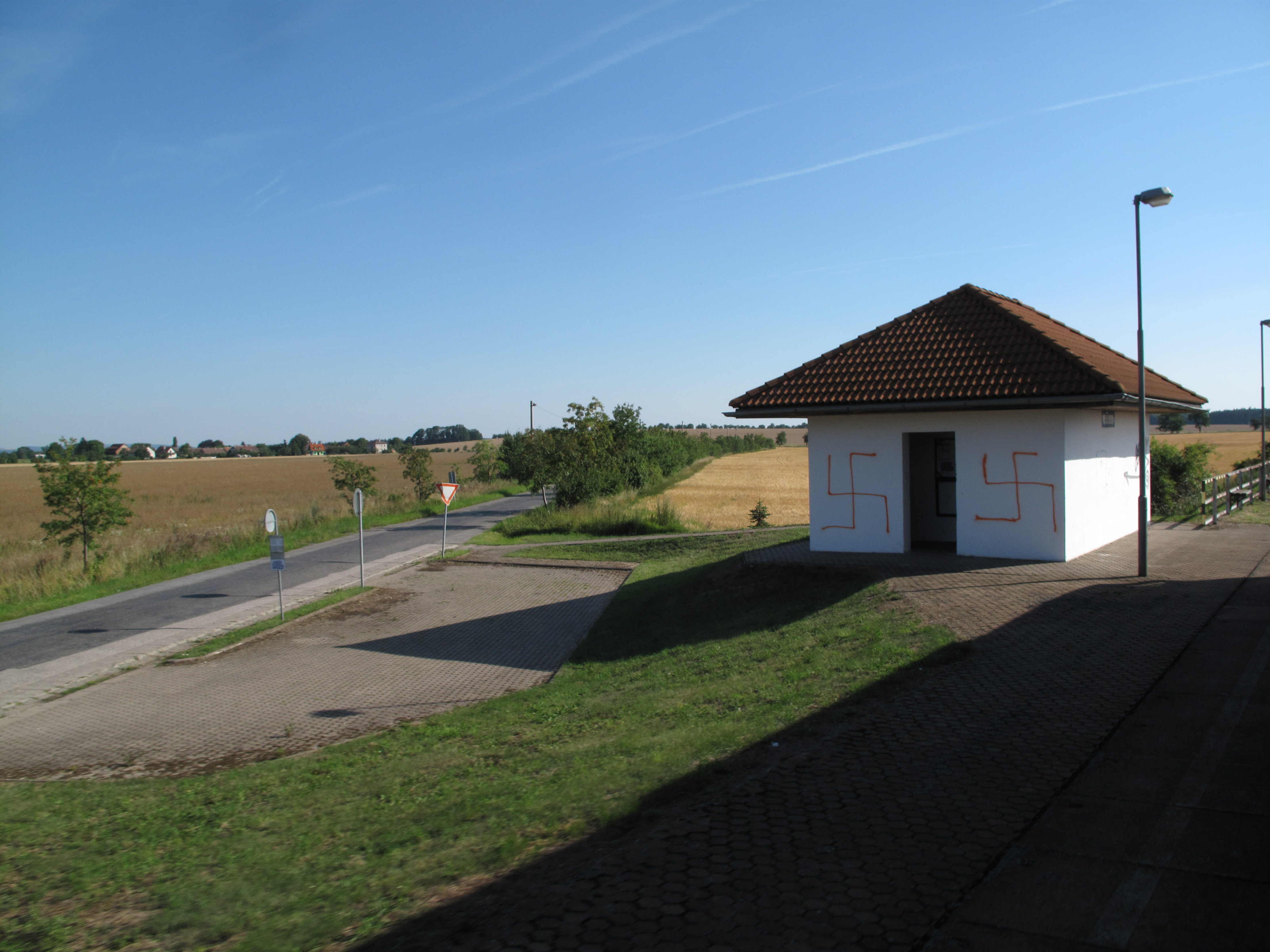
Velká Jesenice
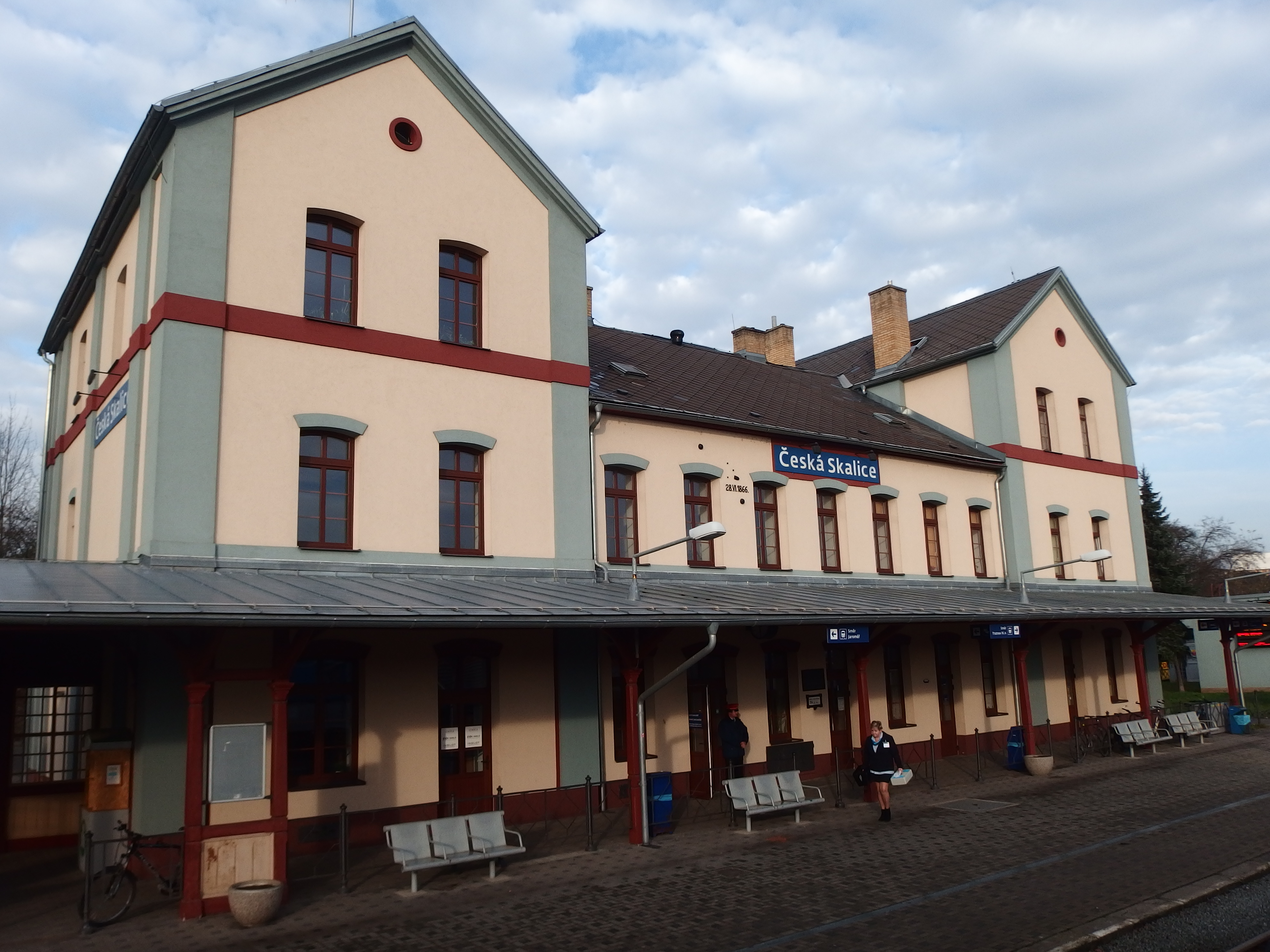
Česká Skalice
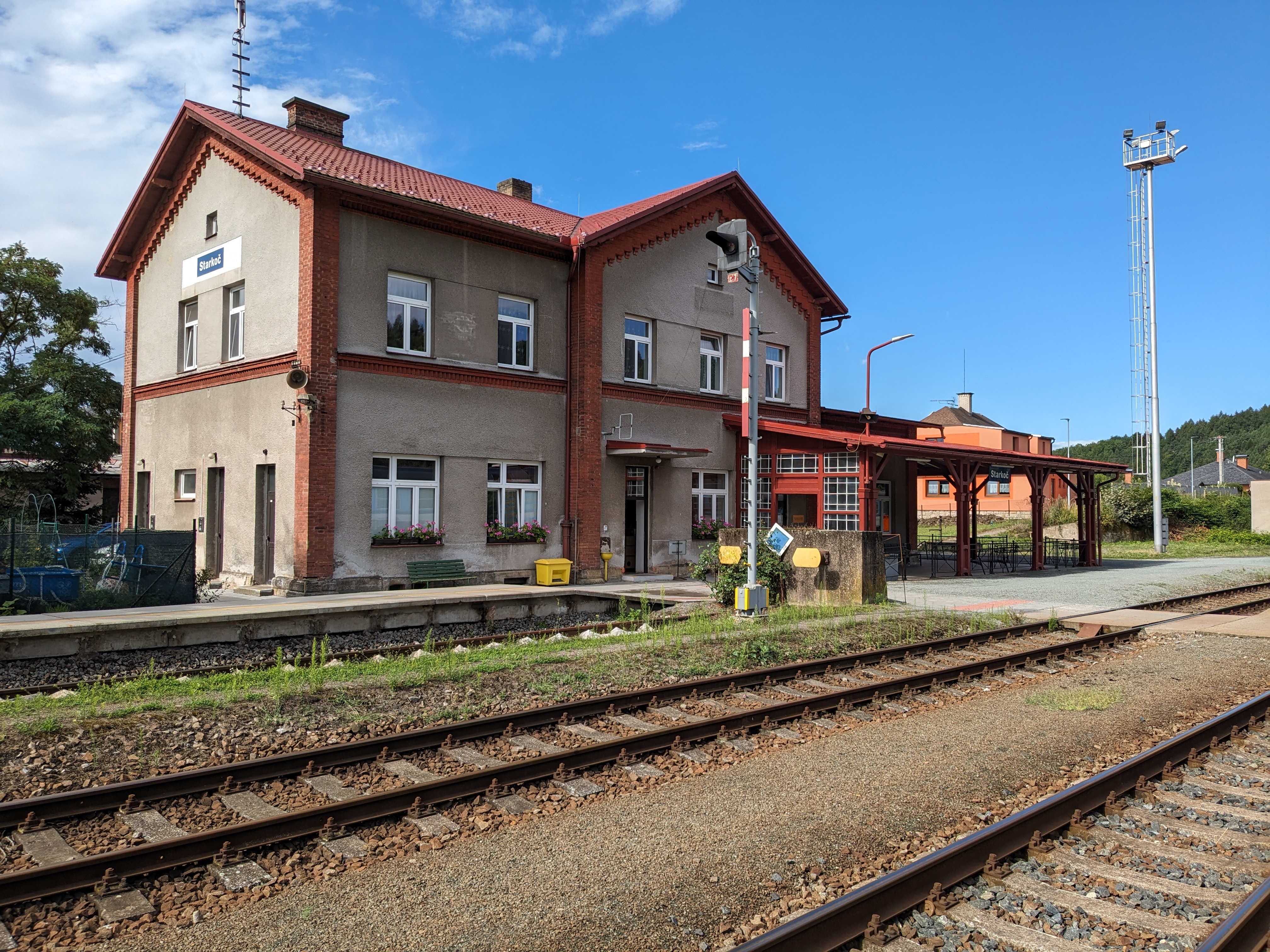
Starkoč
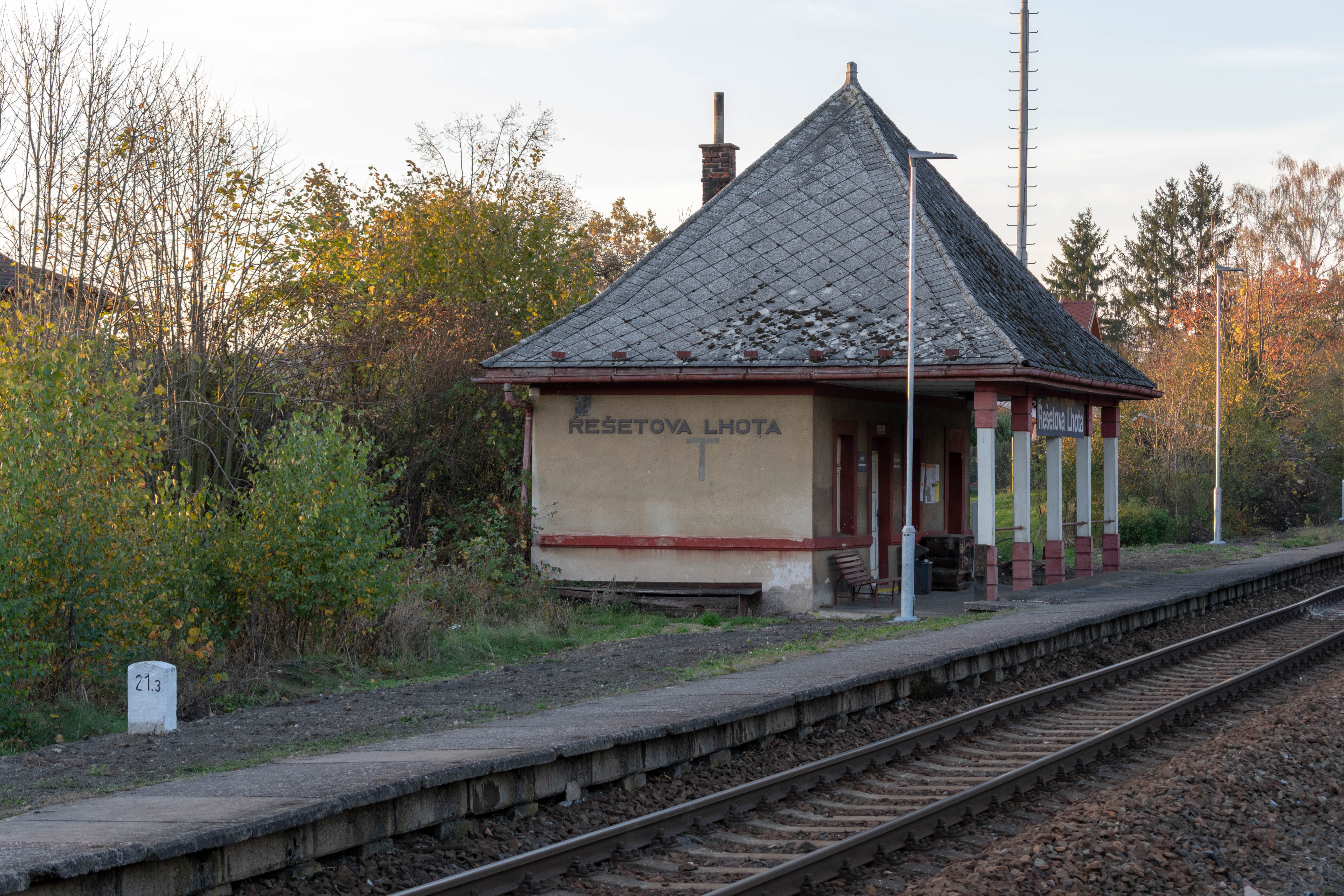
Řešetova Lhota
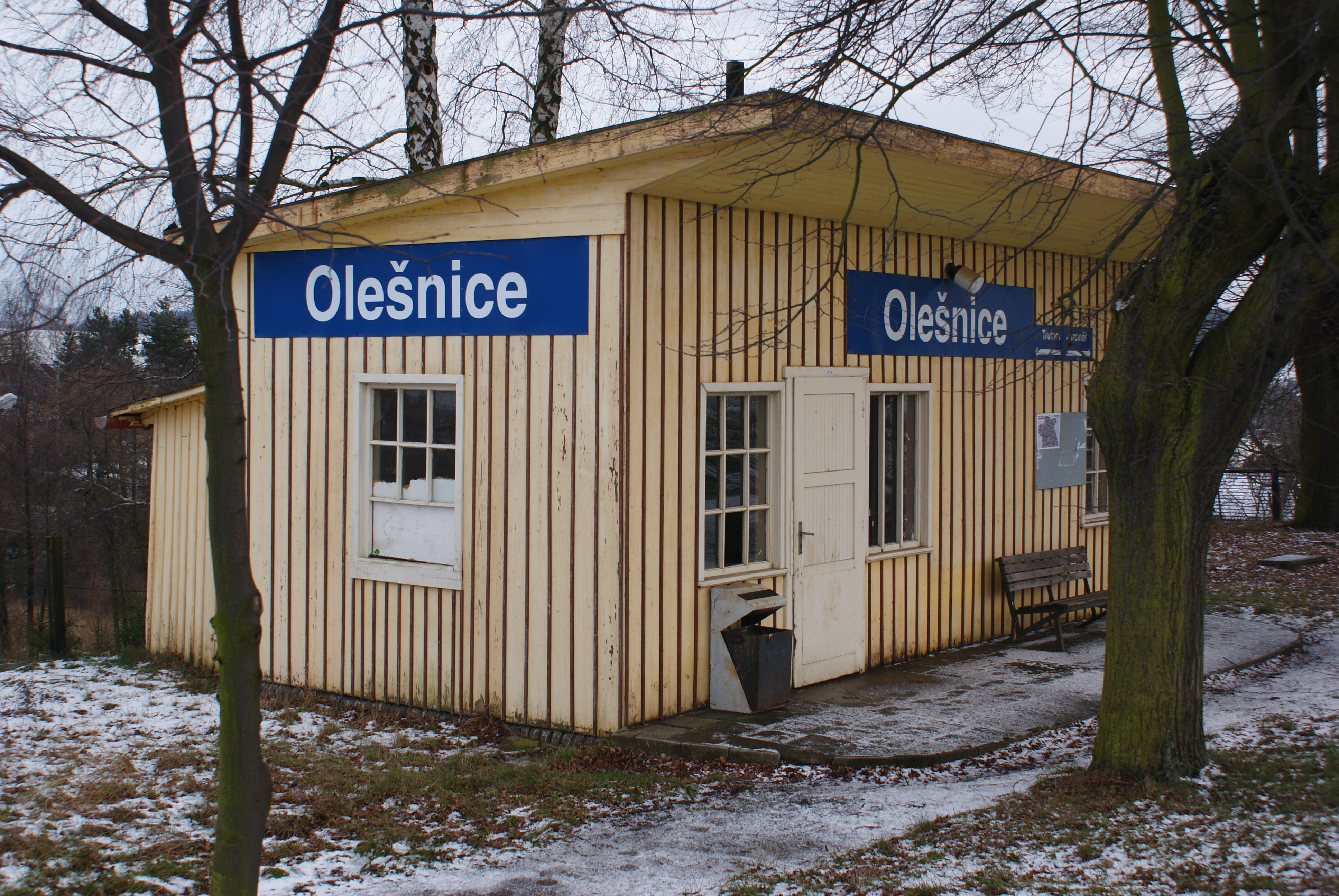
Olešnice
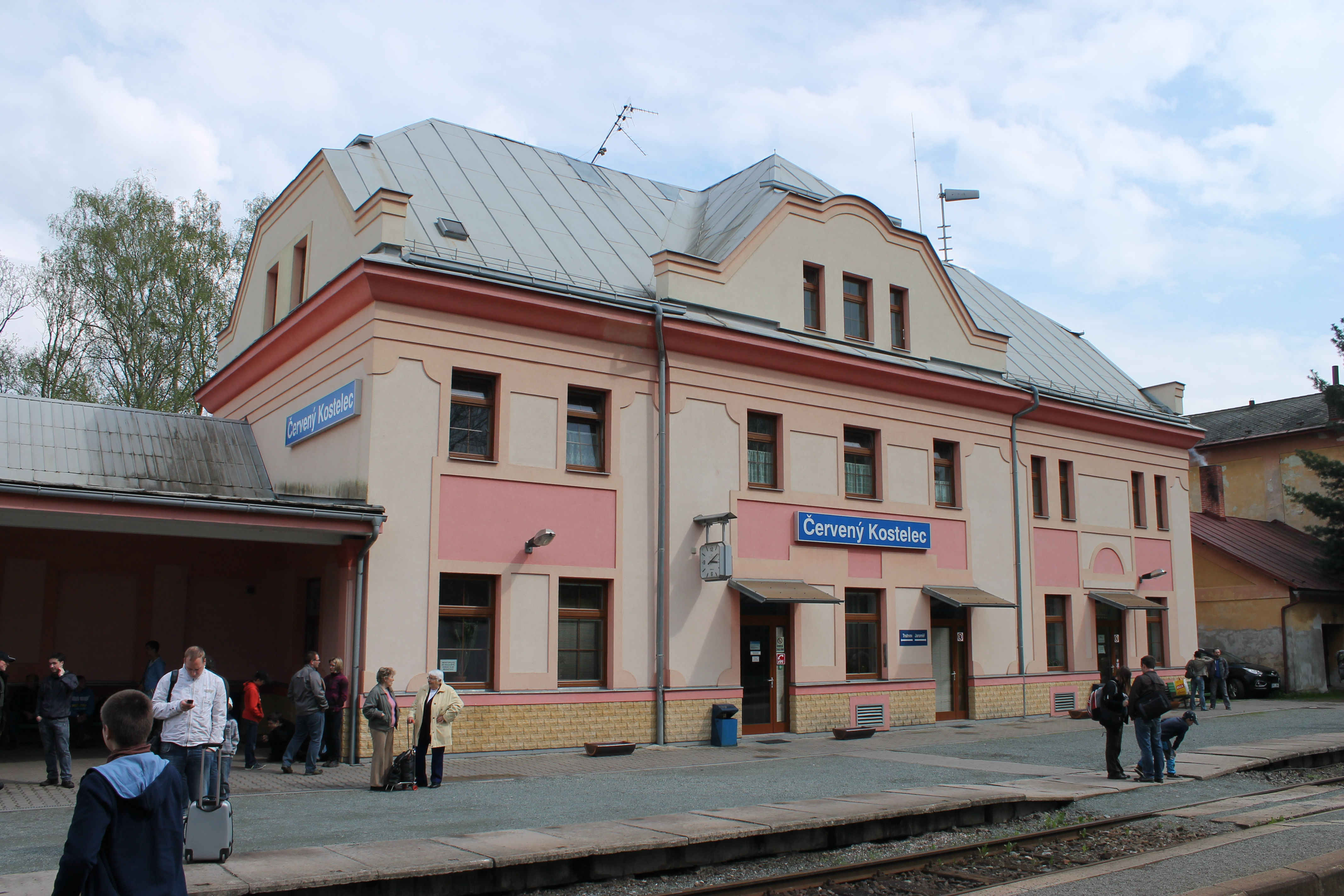
Červený Kostelec
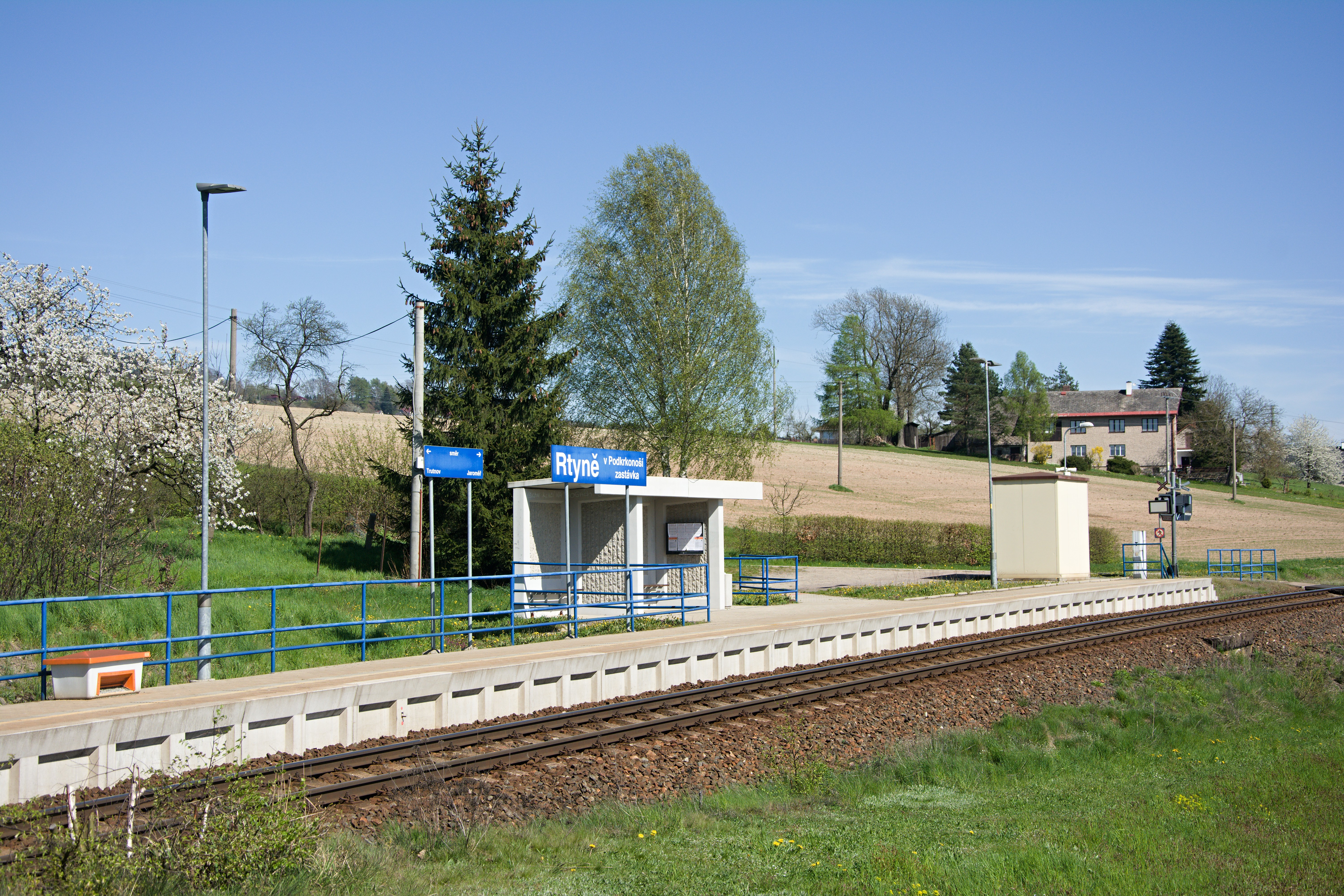
Rtyně v Podkrkonoší zastávka
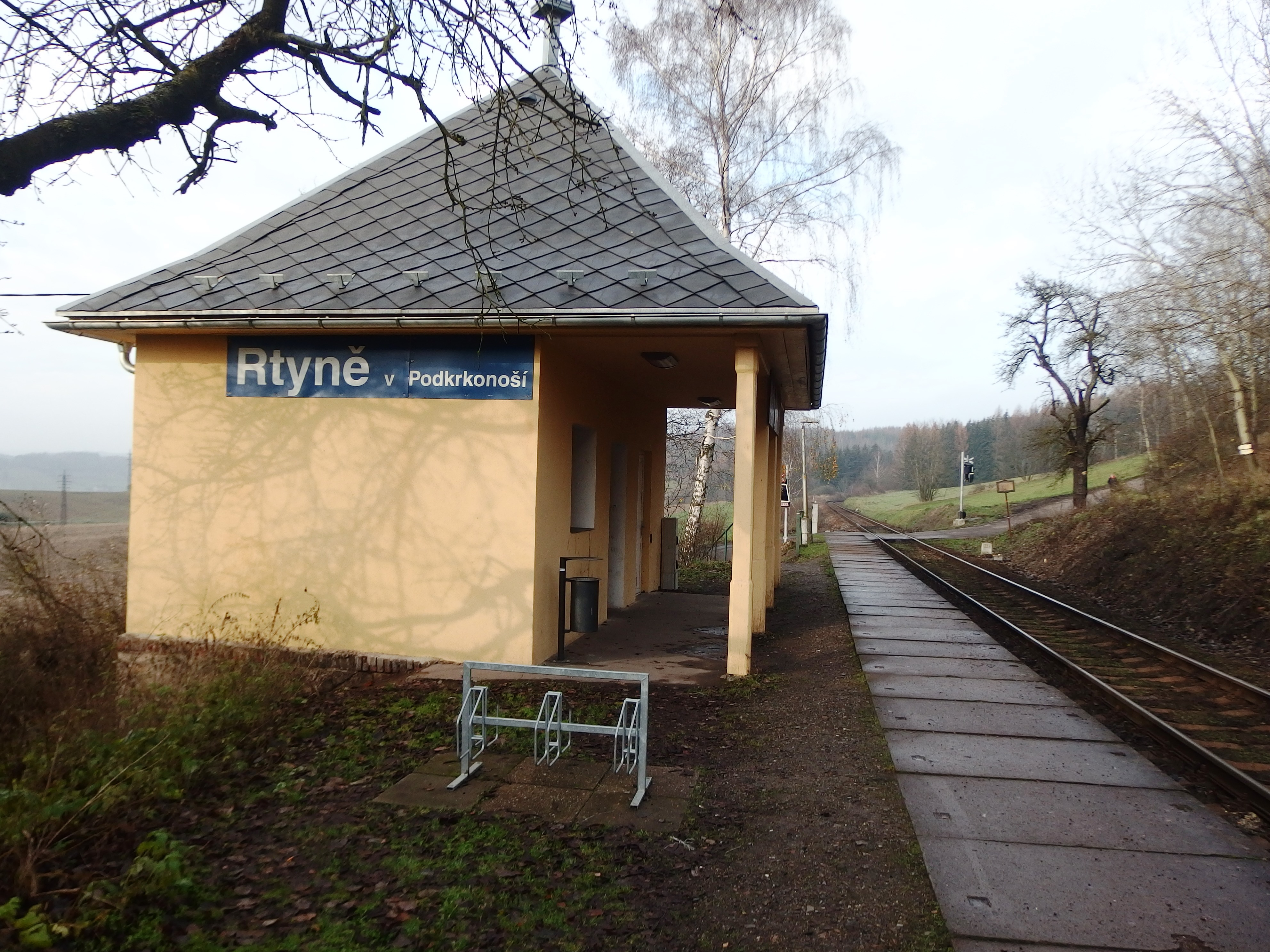
Rtyně v Podkrkonoší
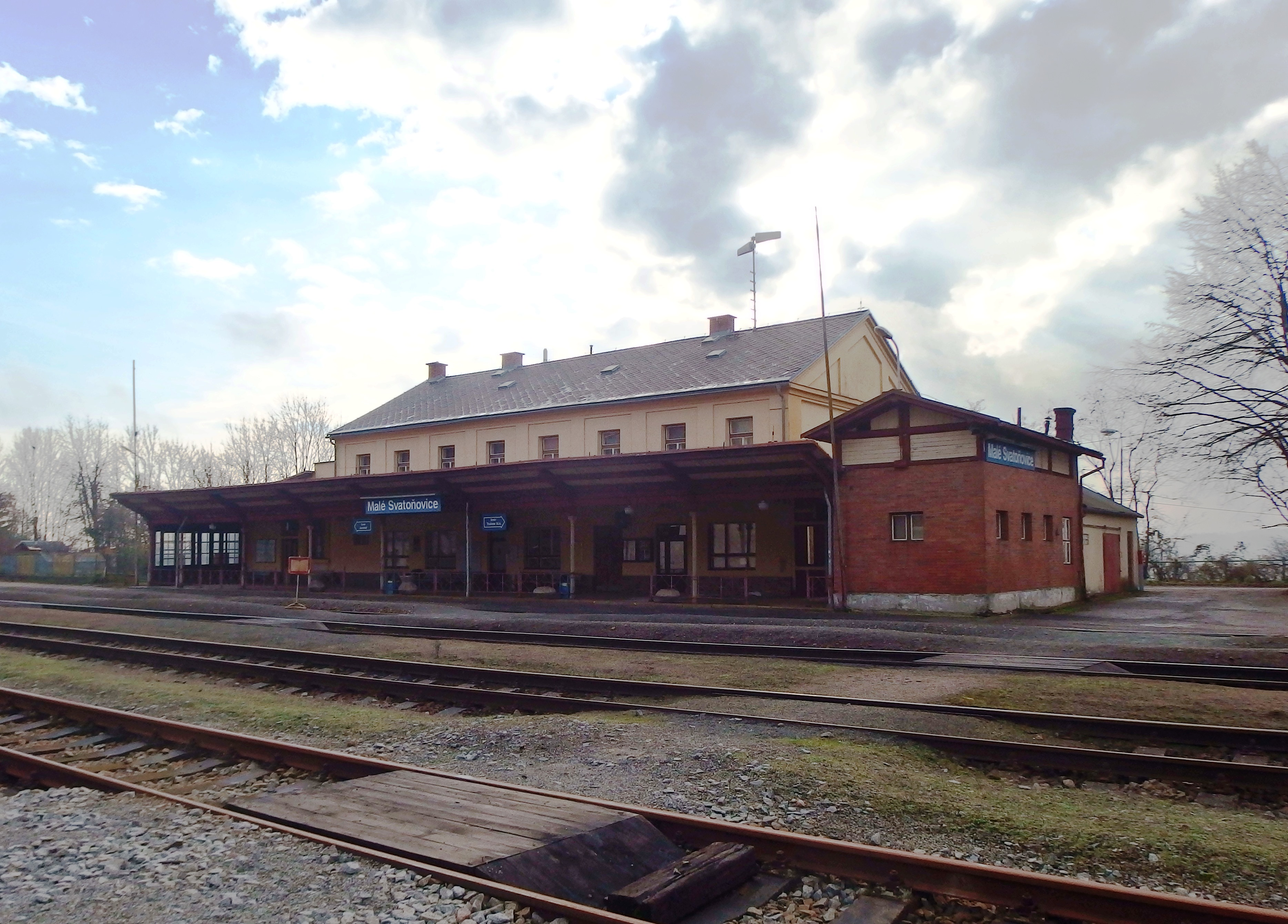
Malé Svatoňovice
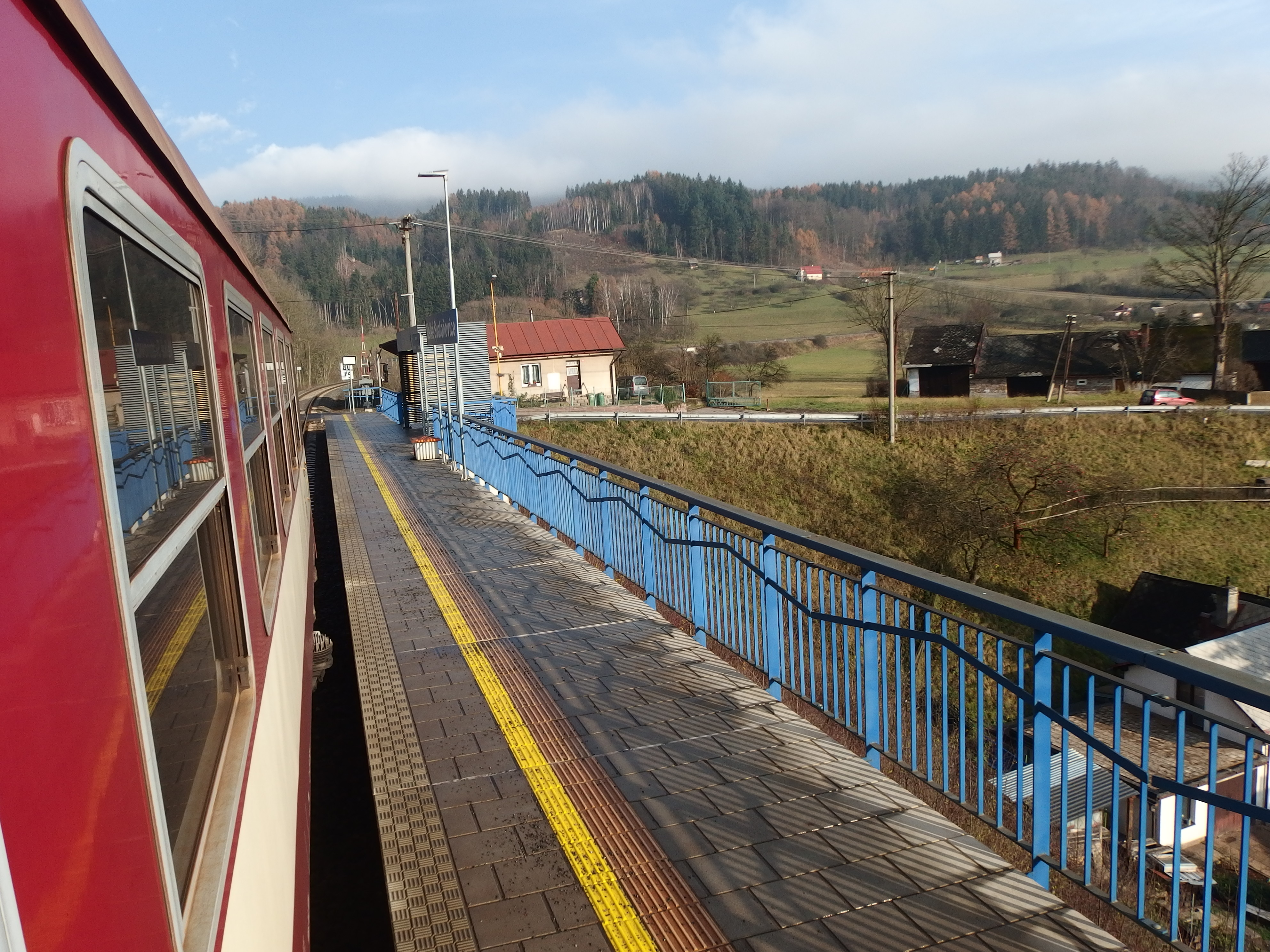
Velké Svatoňovice
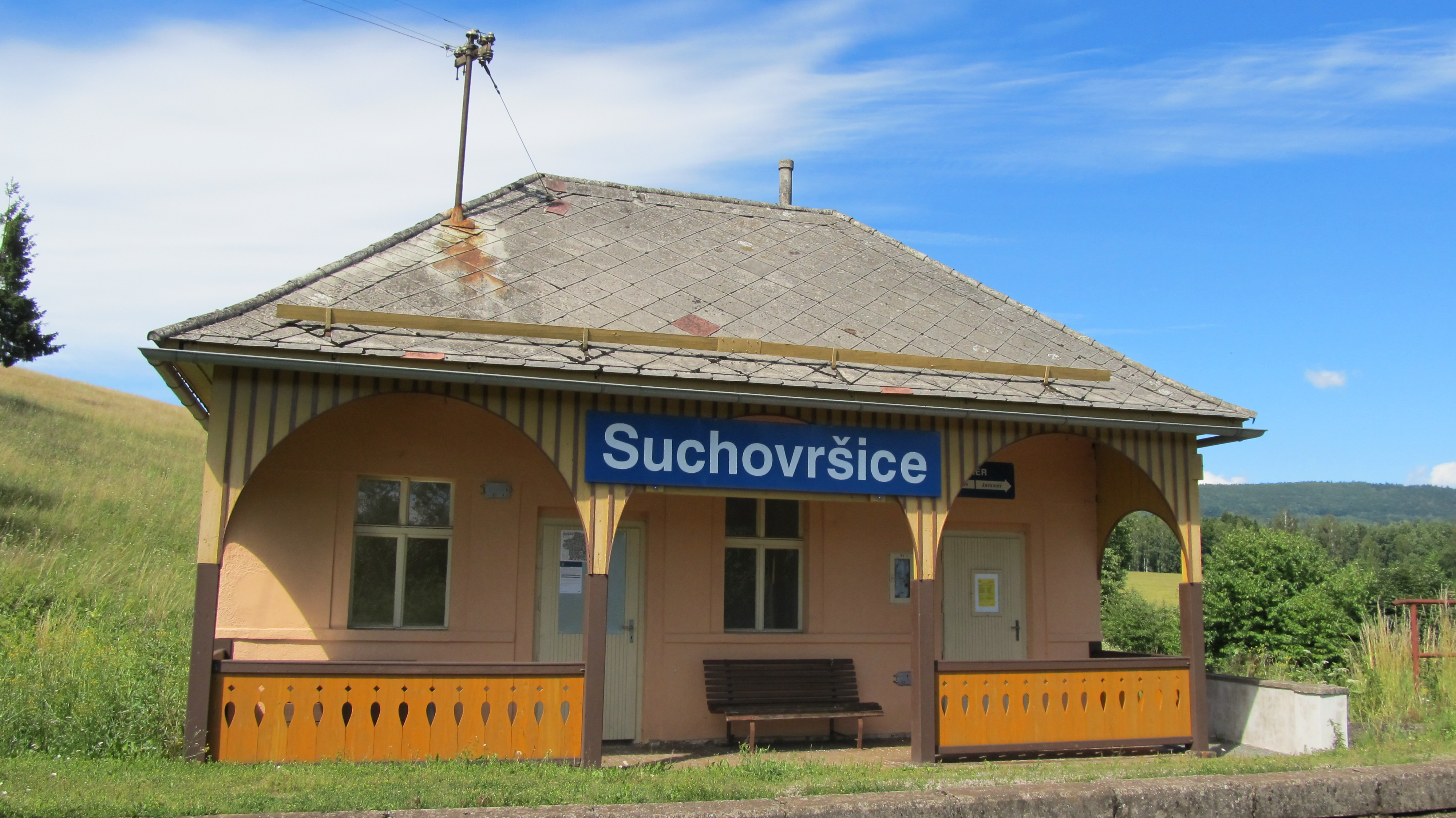
Suchovršice
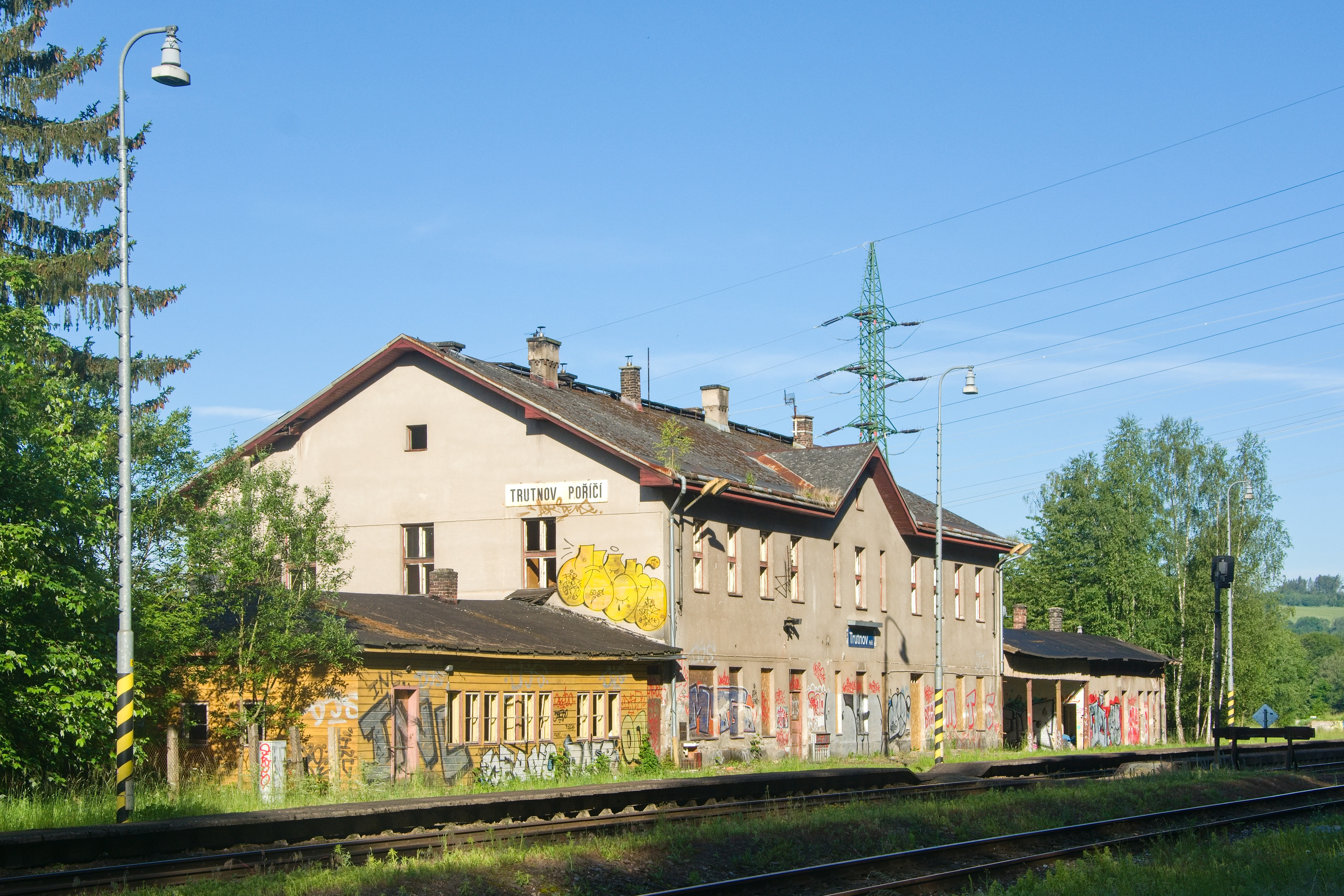
Trutnov-Poříčí
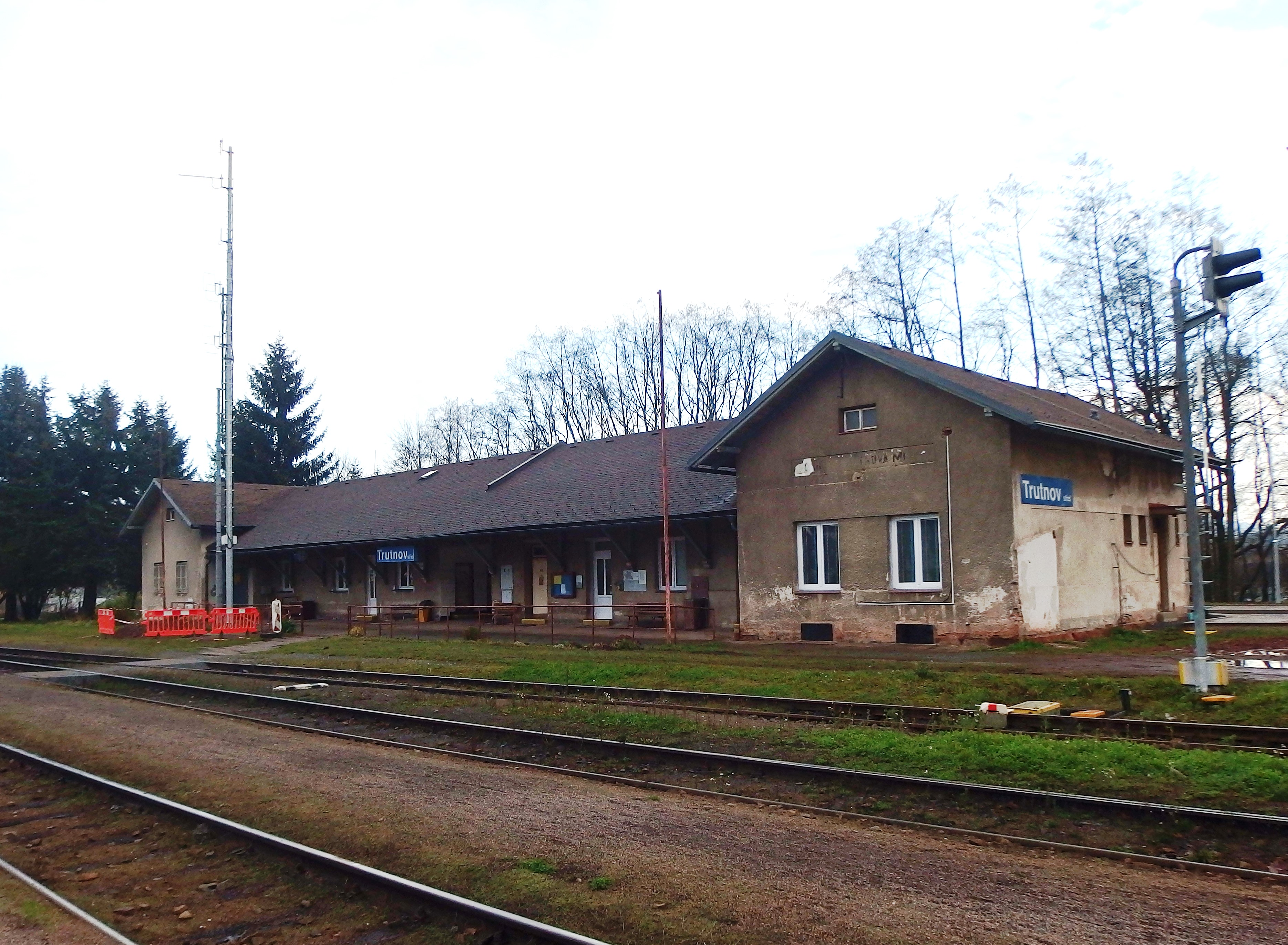
Trutnov střed
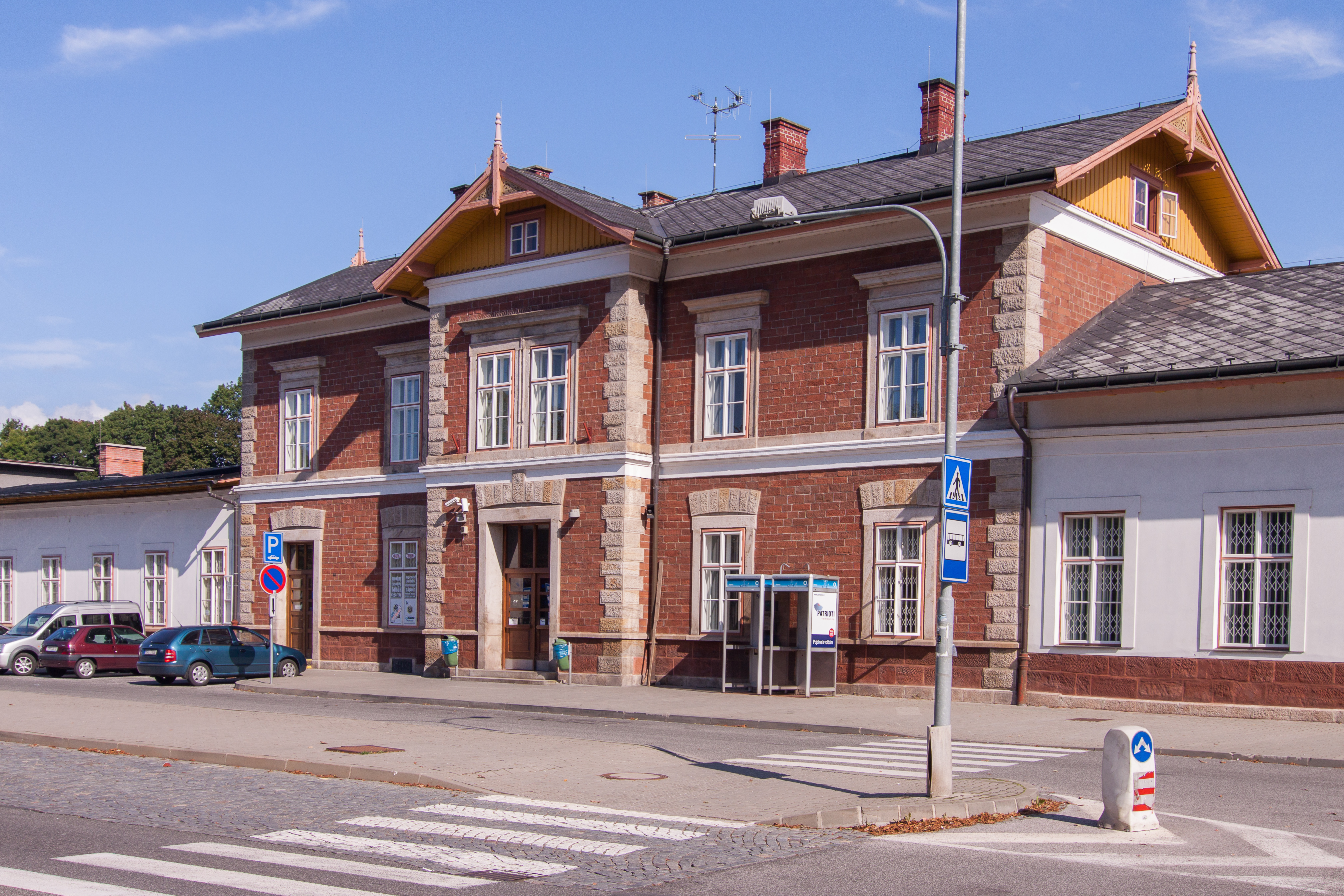
Trutnov hlavní nádraží